# 폴-프랑수아 후아르트-채플
폴 프랑수아 후아르트 채플(1770–1850)은 벨기에의 산업가였으며 정치가였다.
그는 샤를로이에서 태어났다. 그는 산업가의 딸인 메리 채플과 결혼했다.
1806년 그는 채플 가문의 공장을 물려받았다. 그는 1807년, 1821년 벨기에 최초의 푸들링 용해로(J.M. 오르반과 함께)에 금속을 녹이기 위한 환원로를 도입했다.
존 코커릴이 벨기에에 첫 용광로를 만든 직후인 1827년 샤를루아(Charleroi)에 높이 12m의 코크스 연소식 용광로를 만들어 하루 6~10t의 선철을 생산했다.
1831년과 1834년 사이에 그는 샤를로아의 시장이었다.그는 80세의 나이에 죽었다.